# Przymiotnik w języku angielskim
Przymiotnik w języku angielskim – budowa, występowanie w konstrukcjach gramatycznych i stopniowanie przymiotnika w języku angielskim. Przymiotnik używany jest do opisu jakości desygnatu, wyrażonego najczęściej rzeczownikiem.

## Forma przymiotnika
W języku angielskim przymiotnik nie odmienia się przez liczby ani nie ma charakterystycznej końcówki, po której byłby rozpoznawalny, choć istnieją grupy przymiotników o charakterystycznych końcówkach: 
- -al: actual, final, general
- -ed: confused, surprised, stoned
- -ic: basic, atomic, generic
- -ent: promnent, efficient, prurient
- -ble: visible, recognisable, probable
- -ing: amusing, terryfying, growing
- -ive: deceptive, attractive, sensitive
- -(l)y: angry, dirty, funny
- -an: American, human, indian
- -ous: cantankerous, furious, ominous
- -ar: popular, regular, similar
- -ful: colourful, grateful, respectful
- -less: careless, topless, harmless.

Zazwyczaj przymiotniki mają swoje przeciwstawieństwa: good → bad, hot → cold, attractive → unatractive,

## Pozycja przymiotnika w zdaniu
Przymiotnik może w zdaniu zajmować miejsce przydawki i orzecznika. 
Najczęstszą pozycją przymiotnika jest przydawka określająca rzeczownik. Istnieją przymiotniki, mogące wystąpić jedynie w tej pozycji, np. cief, fellow, utter, upper: a main road, the cief inspector.
| Mod  | Adj           | N     |
| ---- | ------------- | ----- |
| a    | young         | woman |
|      | tall          | trees |
| some | hot           | water |
| our  | national      | sport |
| a    | tall young    | woman |
| a    | beautiful old | town  |

Przymiotnik pojawiający się po czasowniku be występuje w funkcji orzecznika:
| S         | VP       | Comp   | ...   |
| --------- | -------- | ------ | ----- |
| The road  | was      | narrow | here  |
| The train | will be  | late   |       |
| It        | has been | sunny  | today |

Oprócz czasownika to be, w charakterze łącznika występować mogą takie czasowniki jak" become, look, seem, stay:
| S           | VP          | Comp        | ...          |
| ----------- | ----------- | ----------- | ------------ |
| Fresh bread | is becoming | expensive   | in this town |
| This sofa   | looks       | comfortable |              |
| The weather | will stay   | sunny       | tomorrow     |

## Kolejność przymiotników w języku angielskim
Przymiotniki angielskie mogą występować w grupach. Ich położenie nie jest dowolne; istnieją ścisłe zasady ich uporządkowania:
- Opis przed klasyfikacją:

| Przedimek | Opis  | Klasyfikacja | Rzeczownik |
| --------- | ----- | ------------ | ---------- |
| an        | old   | political    | idea       |
| This      | green | wine         | bottle     |
|           | blue  | suede        | shoes      |

- Opinia przed opisem:

| Przedimek | Opinia    | Opis  | Rzeczownik |
| --------- | --------- | ----- | ---------- |
| a         | lovely    | cool  | drink      |
| This      | silly     | fat   | dog        |
|           | beautiful | green | meadow     |

- Porządek słow opisujących:

| Przedimek | Wielkość | Wiek | Kształt | Kolor | Pochodzenie | Tworzywo | Rzeczownik |
| --------- | -------- | ---- | ------- | ----- | ----------- | -------- | ---------- |
| a         | fat      | old  |         | white |             |          | horse      |
| a         | small    |      |         | green |             | wollen   | jersey     |
|           |          | new  |         |       | Italian     |          | boots      |
| an        | enormous |      |         | brown | German      | glass    | mug        |

## Stopniowanie przymiotnika i przysłówka
Przymiotniki i przysłówki mogą się stopniować. Stopniowanie przysłówka wygląda identycznie jak stopniowanie przymiotnika. W języku angielskim występuje stopniowanie:
- proste – stopień wyższy to stopień równy z dodaną końcówką -er, stopień najwyższy zaś tworzy się, dodając do stopnia równego końcówkę -est oraz przedimek określony the, np. fast – faster – the fastest (szybki – szybszy – najszybszy)[4]. Rzeczowniki zakończone na -y zmianiają samogłoskę na -i: happy → happier → the happiest.  W przypadku więkdzości przymiotników dwusylabowych możliwe jest stopniowanie proste, jednak niektóre, zakończone na -ful, -ed, -ing, -less stopniują się opisowo[2].

- złożone – stopień wyższy tworzy się przez dodanie wyrazu more przed przymiotnikiem w stopniu równym, a najwyższy poprzez umieszczenie wyrażenia the most przed formą podstawową (stopniem równym) przymiotnika. Ten rodzaj stopniowania dotyczy przymiotników i przysłówków mających ponad dwie sylaby, np. important – more important – the most important (ważny – ważniejszy – najważniejszy),

Stopniowanie opisowe stosuje się, jeśli przymiotnik ma więcej niż dwie sylaby. Stopniowanie opisowe jest możliwe z przymiotnikami jednosylabowymi, zwłaszcza, jeśli po przymiotniku nie występuje od razu przyimek than: The road is getting more and more steep → Droga jest coraz bardziej stroma (forma steeper and steeper jest również możliwa).
- nieregularne – przymiotniki stopniujące się nieregularnie to m.in. bad, good, itp.:
  - bad – worse – the worst (zły – gorszy – najgorszy),
  - good – better – the best (dobry – lepszy – najlepszy)

Nie stopniują się przymiotniki i przysłówki nazywające stałą cechę (kolor, materiał itp.), np. yellow – żółty, wooden – drewniany.

## Użycie przymiotnikowe rzeczownika i rzeczownikowe przymiotnika
Rzeczownik może pełnić funkcję przymiotnika, np. a rehabilitation ward → oddział rehabilitacyjny. Przymiotnik poprzedzony przedimkiem określonym the staje się rzeczownikiem zbiorowym, np. the poor → biedni (ludzie).